# Pyroteknik

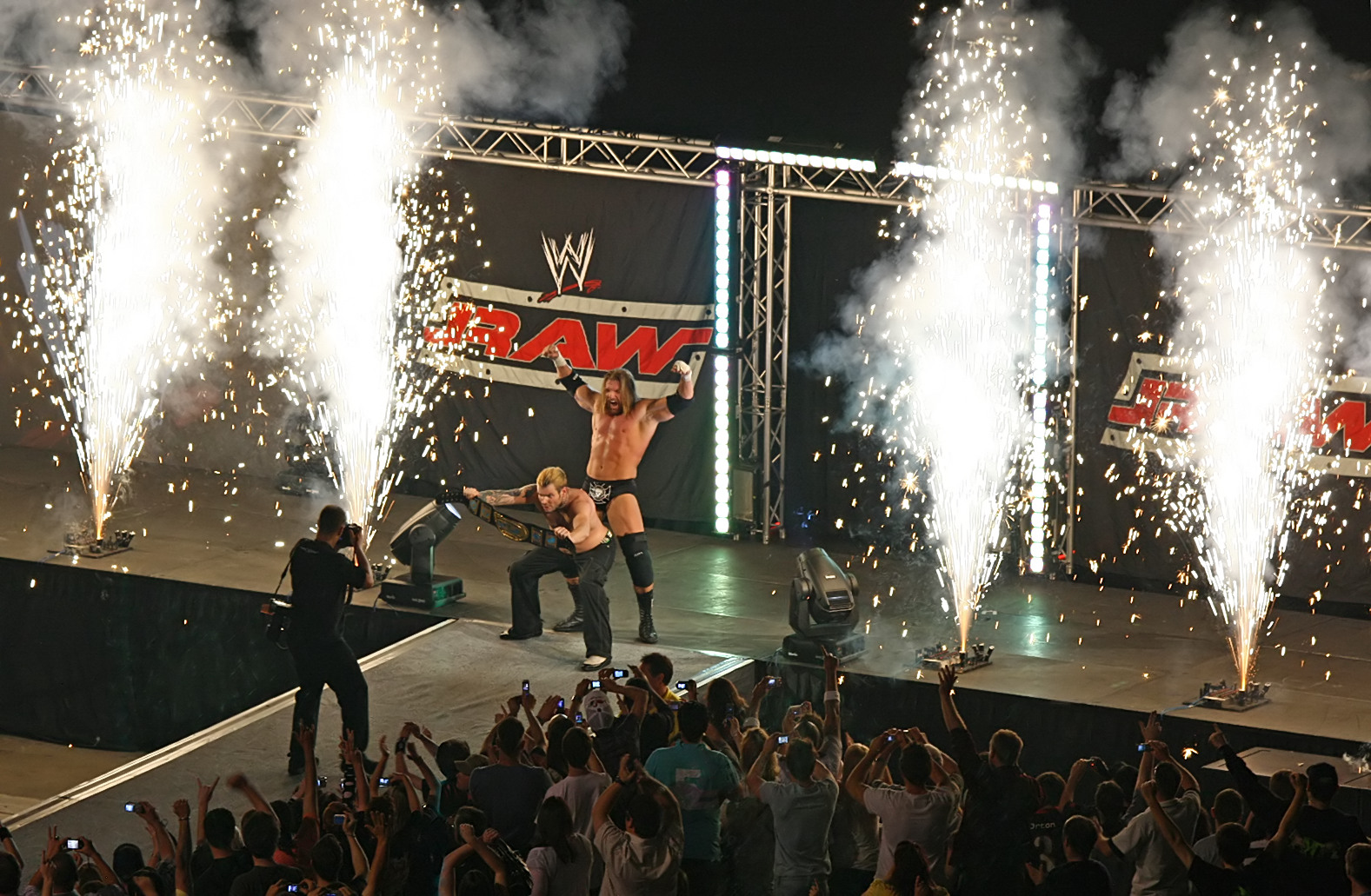
Pyroteknik på en wrestlingshow.

Pyroteknik är kunnandet att använda exoterma reaktioner för att framställa värme, visuella effekter och ljud. Prefixet pyro- betyder eld och kommer från klassisk grekiska πῦρ (pyr).
Pyrotekniken har vuxit fram ur fyrverkerikonsten som troligen har sitt ursprung i Kina, där raketer och drakar fyllts med krut och andra kemikalier för att förnöja publiken i mer än tusen år. Krutets historia är inte helt utredd. Recept finns i Europa från cirka 1250 (Roger Bacon). Alkemisten och franciskanermunken Berthold Schwarz ansågs länge ha varit den som för västerlandets räkning uppfunnit krutet i Freiburg im Breisgau 1330. Det finns dock inga belägg för att han har existerat.
Pyroteknik och fyrverkeri blandas ofta samman. Fyrverkerier och pyrotekniska sceneffekter är vanligt förekommande. Pyrotekniska effekter används även vid filminspelningar samt militära övningar.
Professionella pyrotekniska pjäser för scenbruk är i huvudsak elektriskt styrda. I pjäsen sitter en tändare som består av en glödtråd med en liten pyroteknisk sats, eller en ledande massa, som upphettas och antänds. Vanligen behövs cirka 0,5–1 W för att utlösa eltändaren. Ett fåtal pjäser är i stället gjorda för att kunna antändas med stubin eller på annat sätt. Eltändningen gör att pyroteknikern/fyrverkaren kan styra avfyrning av pjäserna på avstånd samt med högre precision än vid manuell tändning.
Elektrisk avfyrning kan ske på flera sätt. Det går att ansluta polerna på ett vanligt batteri direkt till kablarna på pjäsen. Vid avfyrande av flera pjäser kan ett enklare skjutbord tillverkas på plats, ett så kallat "spikbräde". För mindre evenemang används i regel ett skjutbord med ett antal strömbrytare och inbyggda säkerhetsfunktioner. Sådana skjutbord innehåller ofta en testfunktion som kan visa om det finns kortslutning någonstans i kopplingen, så att man undviker pjäser som inte antänds när de ska. Mer avancerade system är ofta programmerbara eller styrs av en datafil. Man kan då skjuta pjäser i musik/tidsstyrda sekvenser. Det finns även trådlösa (radio eller infrarött ljus) system för att slippa kabeldragning.
Pyroteknik kommer till användning även inom bilindustrin (krockkuddar, bältessträckare), flygindustrin, räddningstjänsten, vapen- och försvarsindustrin, vid tillverkning av tändstickor och inom många andra vardagliga områden. Pyrotekniska processer kan utlösa stora energimängder på kort tid, eller producera gaser, ljus, ljud eller kombinationer av dessa. 
All scenpyroteknik med eltändning kräver i Sverige polistillstånd för inköp och innehav. Särskilt polistillstånd krävs för användning inomhus i samband med allmän sammankomst eller offentlig tillställning (Ordningslagen 2 kap 20 §).

## Pyroteknik/fyrverkeri-litteratur
Skriftliga källor som behandlar fyrverkeri/pyroteknik finns sedan mitten av 1200-talet. En förteckning över utkomna böcker till cirka 1970 är den av engelsmannen Chris Philips utgivna A Bibliography of Firework Books. Philp försöker systematisera de böcker han har lyckats lokalisera. Hans samling köptes efter hans död av Brown University Library, Providence, Rhode Island, USA och ingår nu i "The Paul R. Dupee Jr. '65 Collection on Fireworks". På senare år har många gamla böcker publicerats i nyutgåvor, även som CD-böcker (alla sidor scannas in och sparas i ett läsbart format och bränns in på en CD).